# Kropfmühl

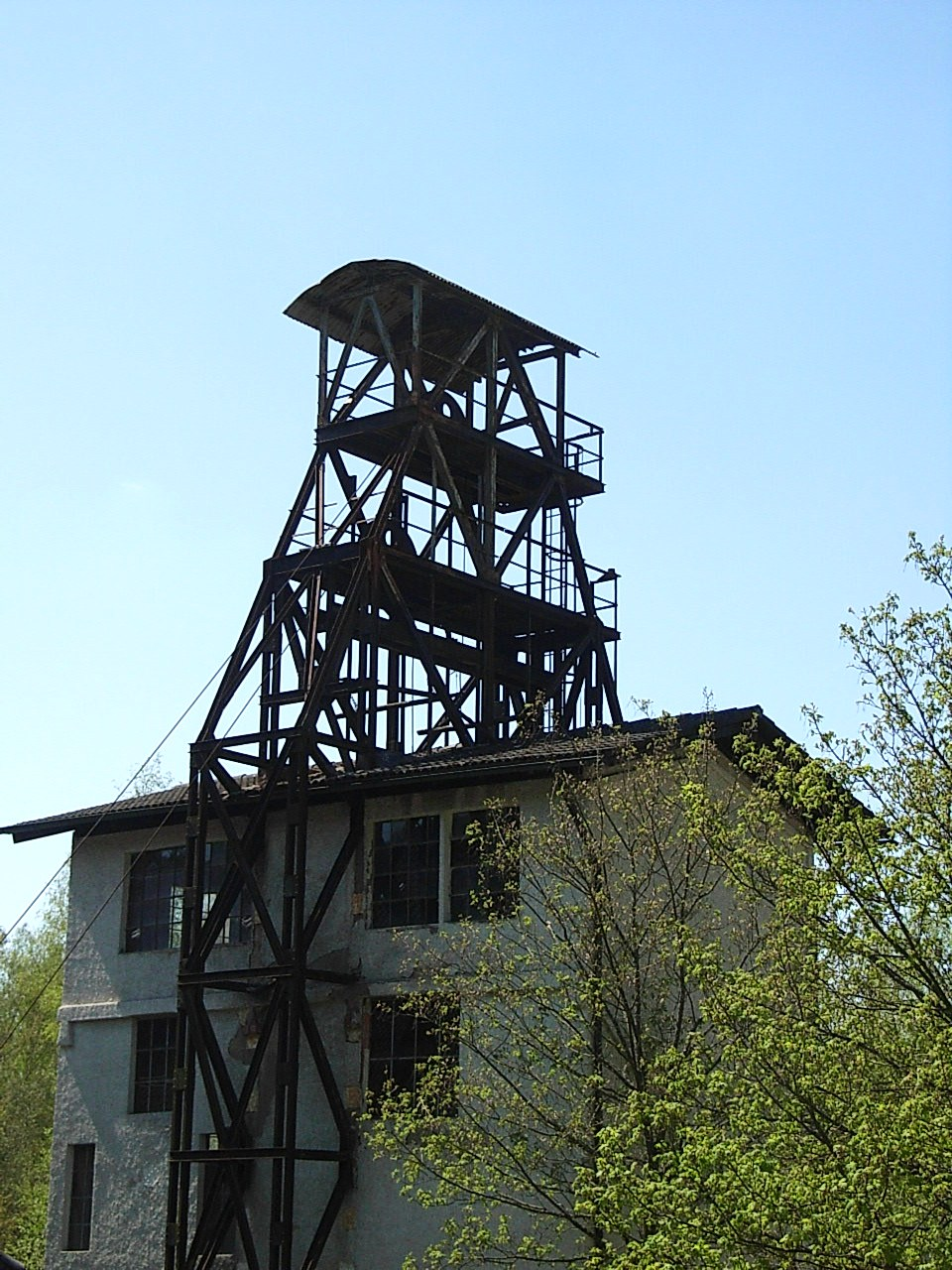
Das Fördergerüst des Bergwerks

Kropfmühl ist ein Ort in der Gemarkung Germannsdorf und gehört zur Stadt Hauzenberg im Landkreis Passau in Bayern.

## Geographie
Der Ort liegt 25 Kilometer von Passau und 5 Kilometer von Hauzenberg entfernt. 

## Wirtschaft
In Kropfmühl wird mit einer Unterbrechung seit 1870 Graphit (Hauzenberger Graphit) abgebaut. 2005 wurde die Förderung eingestellt. 
Das Bergwerk wurde aber in einem Zustand erhalten, dass laut Betreiber innerhalb von sechs Monaten wieder die Graphitförderung aufgenommen werden könnte, falls der Weltmarktpreis so weit steigt, dass der Betrieb wieder wirtschaftlich ist.
Im Sommer 2012 wurde nach sieben Jahren die Graphitförderung wieder aufgenommen.
2008 übernahm Advanced Metallurgical Group N.V. (Amsterdam) die Mehrheit der damaligen Graphit Kropfmühl AG, 2012 wurde das Unternehmen vollkommen übernommen. 
Das Graphitbergwerk ist auch für Besucher zugänglich. Das Unternehmen produziert Silicium und Graphit. Silicium wird in der Chemie-, Aluminium-, Halbleiter- und Solarzellenindustrie genutzt. Graphite werden unter anderem in Schmierstoffen, als Kohlebürsten in Elektromotoren und in der Chemischen Industrie eingesetzt, beispielsweise für Wärmedämmung und Energiesparprogramme.

## Kultur und Sehenswürdigkeiten
- Graphit-Besucherbergwerk Kropfmühl